# برایسون، کبک
برایسون (به فرانسوی: Bryson) شهری در منطقه شهری پونتیاک ناحیه اوتاوه در استان کبک کانادا است. در سرشماری سال ۲۰۱۱ این شهر ۷۲۵ نفر جمعیت داشته‌است و مساحت آن ۳٫۱ کیلومتر مربع است.